# Смеђи мишји лемур
Смеђи мишји лемур (лат. Microcebus rufus) је врста примата из породице патуљастих лемура (Cheirogaleidae).

## Распрострањење
Мадагаскар је једино познато природно станиште врсте.

## Станиште
Смеђи мишји лемур има станиште на копну.
Врста је по висини распрострањена од нивоа мора до 2.000 метара надморске висине. 

## Начин живота
Смеђи мишји лемур прави гнезда. 

## Угроженост
Ова врста није угрожена, и наведена је као последња брига јер има широко распрострањење.

### Популациони тренд
Популација ове врсте се смањује, судећи по расположивим подацима.